# Koșeliv, Jovkva
Koșeliv (în ucraineană Кошелів) este un sat în comuna Nadîci din raionul Jovkva, regiunea Liov, Ucraina.

## Demografie
Componența lingvistică a localității Koșeliv
     Ucraineană (100%)
Conform recensământului din 2001, toată populația localității Koșeliv era vorbitoare de ucraineană (100%).